# Клайн, Джетт
Джетт Клайн (англ. Jett Klyne) — канадский ребёнок-актёр, получивший известность благодаря роли Томми Максимоффа в сериале «Ванда/Вижн» (2021) и фильме «Доктор Стрэндж: В мультивселенной безумия» (2022).

## Биография
Джетт Клайн родился 5 июня 2009 года в семье малоизвестных актёров Пола и Дести Клайнов в небольшом канадском городке Пентиктон, Британская Колумбия. Начал карьеру ещё в младенчестве, снявшись в телевизионной рекламе в роли Gerber Baby (младенца, выступающего лицом торговой марки Gerber Products).
В 2016 году семилетний актёр снялся в фильме ужасов «Кукла». В следующем году он снялся в фильме «Бюро человечества» вместе со своими родителями: сам Джетт сыграл персонажа Николаса Кейджа в детстве, его отец Пол стал дублёром Хью Диллона, а мать появилась в небольшой роли.
Однако настоящую известность актёру принёс первый сезон сериала «Ванда/Вижн»: там он сыграл Томми Максимоффа, сына главной героини Ванды; впоследствии он повторил свою роль в фильме «Доктор Стрэндж: В мультивселенной безумия», вышедшем в 2022 году.
В 2023 году Джетт Клайн снялся в канадском фильме «The Boy in the Woods».

## Фильмография
| Год  |   | Русское название                          | Оригинальное название                       | Роль                        |
| ---- | - | ----------------------------------------- | ------------------------------------------- | --------------------------- |
| 2016 | ф | Кукла                                     | The Boy                                     | Брамс (ребёнок)             |
| 2016 | с | Сверхъестественное                        | Supernatural                                | маленький мальчик           |
| 2017 | с | По ту сторону                             | Beyond                                      | маленький мальчик           |
| 2017 | ф | Дьявол во тьме                            | Devil in the Dark                           | Брэдли                      |
| 2017 | ф | Бюро человечества                         | The Humanity Bureau                         | Ной Кросс (в детстве)       |
| 2018 | с | Секретные материалы                       | The X Files                                 | Джеффри Спендер (в детстве) |
| 2018 | с | Колония                                   | Colony                                      | мальчик с занозой           |
| 2018 | ф | Небоскрёб                                 | Skyscraper                                  | сын Рэя                     |
| 2018 | с | Леденящие душу приключения Сабрины        | Chilling Adventures of Sabrina              | Харви Кинкл (в детстве)     |
| 2018 | с | Супергёрл                                 | Supergirl                                   | маленький мальчик           |
| 2019 | с | Академия смерти                           | Deadly Class                                | Томми                       |
| 2021 | с | Ванда/Вижн                                | WandaVision                                 | Томми Максимофф             |
| 2022 | ф | Доктор Стрэндж: В мультивселенной безумия | Doctor Strange in the Multiverse of Madness | Томми Максимофф             |
| 2023 | ф |                                           | The Boy in the Woods                        | Макс                        |